# Ron Mix
Ronald Jack Mix (Los Ángeles, California, 10 de marzo de 1938), más conocido como Ron Mix, es un exjugador profesional estadounidense de fútbol americano que se desempeñó en la posición de offensive tackle en la American Football League (AFL) y en la National Football League (NFL). Es miembro del Salón de la Fama del Fútbol Americano Profesional.

## Carrera
Mix jugó como profesional diez temporadas en Los Angeles Chargers (1960-1969), después se unió a Las Vegas Raiders, donde jugó una temporada (1971), y fue el equipo en el que se retiró.

## Reconocimiento
El 28 de julio de 1979, ingresó como miembro al Salón de la Fama del Fútbol Americano Profesional.